# Petr Lichý
Petr Lichý (* 12. února 1990) je bývalý český atlet, reprezentant v běhu na 400 m a ve štafetách na 4 × 400 m.
Jeho největším úspěchem je bronzová medaile z halového ME 2013, kterou vybojoval ve štafetě na 4 × 400 metrů spolu s Danielem Němečkem, Josefem Prorokem a Pavlem Maslákem.

## Osobní rekordy

### Dráha
- běh na 400 metrů – 47,02 s – 15. června 2013, Tábor

### Hala
- běh na 400 metrů – 47,49 s – 9. února 2013, Vídeň